# Dronning Alexandrines Bro
Dronning Alexandrines Bro (også kaldet Mønbroen) er en buebro, der spænder over Ulvsund med fæste ved Kalvehave på Sjælland og Koster på Møn, og er beliggende i Vordingborg Kommune.
Den åbnedes for trafik den 30. maj 1943 og har fået navn efter Christian 10.s dronning Alexandrine. Den erstattede en tidligere færgerute 'Kalvehave – Koster'. Projekteringen er udført af Anker Engelund. Broen er 746 meter lang. Gennemsejlingsfaget er 127,5 meter bredt og gennemsejlingshøjden er 26 meter. Broens navn skyldes, at Dronning Alexandrine deltog ved indvielsen af broen den 30. maj 1943. Broen kaldes dog også for Ulvsundbroen eller  Mønbroen.
I begyndelsen af 1930’erne besluttede en del af Møns indbyggere sig for at arbejde for en fast forbindelse mellem Møn og Sjælland. 1939 gik arbejdet i gang. Og på trods af Tysklands besættelse af Danmark i 1940, blev arbejdet ikke forsinket, og i foråret 1943 kunne broen åbnes for biltrafik. Broen er brugt som motiv på 500-kronesedlen fra 2009-serien.

## Broens konstruktion
Broen er en klassisk buebro med buer både over og under vejbanen. Den store bue over gennemsejlingsfaget på midten er 127,5 meter bred. Broen er støttet af elleve buefag. To gange fem fag af jernbeton på hver side af en gennemsejlingsbue, der er konstrueret af stål. Betonbuerne er placeret under kørebanen, det store stålbuefag rejser sig over kørebanen midt på broen. Hvor de fire mindste piller skulle stå, blev der udgravet gruber i havbunden, som blev fyldt med grus. Ved hjælp flydepontoner blev en stor jernbetonkasse uden bund transporteret ud til sænkestedet, hvor den blev sænket ned på havbunden. Kassen blev fyldt med beton, så den kunne fungere som fundament for pillen. De seks store piller blev bygget af sænkekasser, støbt i en flydedok, som derefter når de var på plads blev fyldt op med beton.
De ti jernbetonbuer blev bygget over stilladser af træ. Stilladset blev samlet på lavt vand og transporteret ud mellem to piller. Her blev det anbragt på hylder på pillerne, og buen blev støbt oven på stilladset. Efter støbningen af hver betonbue støbte håndværkerne vejbanen og bæresøjlerne på stedet. Efter fire ugers hærdning kunne træstilladset flyttes til næste fag. Træstilladserne blev genbrugt, således at der kun blev brug for tre stilladser til alle ti betonbuer.
Det midterste fag af stål blev fremstillet i København og samlet på stedet. Der blev bygget et hjælpestillads med tre midlertidige piller af træ. Ved hjælp af stilladset blev ståldrageren under brobanen monteret. På drageren blev der opstillet en kran, der blev anvendt til at montere selve stålbuen. 
Sjælland-Møn Broen bygges er en kort dokumentarisk optagelse fra 1941 af bygningen af broen.
Sommeren 2012 begyndte en omfattende renovering af broen. Selve arbejdet bestod blandt andet i at ”skrælle” godt 20 centimeter af den gamle belægning af, støbe et nyt betonlag, en ny kunststofbelægning, skifte rækværk og kanterne på broen, der var blevet møre. Det sidstnævnte arbejde krævede at der måtte arbejdes  under broen, som betød at der blev specialfremstillet et specielt stillads, der gik hele vejen ud over kanten, rundt og nedenunder. Renoveringen blev afsluttet i september 2014. Anden etape  med afrensning på undersiden af dårlig beton og derefter sprøjtestøbning af ny beton på betonsøjler begynder i marts 2015. Arbejdet ventes afsluttet i slutningen af 2016.

## Galleri
- Luftfoto af broen.
- Set fra Kalvehave
- Set fra Sjælland
- Broen set fra syd
- Kø på broen på grund renoveringen i 2014
- Broen set fra Færgen Møn